# Escarpada
Escarpada är en udde i Antarktis. Den ligger i Sydshetlandsöarna. Argentina, Chile och Storbritannien gör anspråk på området.
Terrängen inåt land är varierad. Havet är nära Escarpada åt sydväst. Trakten är obefolkad. Det finns inga samhällen i närheten.